# Liste der Naturdenkmale in Hontheim
Die Liste der Naturdenkmale in Hontheim nennt die im Gemeindegebiet von Hontheim ausgewiesenen Naturdenkmale (Stand 11. März 2024).

## Naturdenkmale
| Nr.         | Bezeichnung      | Lage                                                    | Beschreibung    | Bild                                    |
| ----------- | ---------------- | ------------------------------------------------------- | --------------- | --------------------------------------- |
| ND-7231-374 | Traubeneiche     | Hontheim, südwestlich des Ortes; Flur Im Kirchflur Lage | Quercus petraea | Direkt Bild zu diesem Denkmal hochladen |
| ND-7231-375 | Hontheimer Eiche | Hontheim, nordwestlich des Ortes; Flur Geich links Lage | Quercus sp.     | Direkt Bild zu diesem Denkmal hochladen |

## Ehemalige Naturdenkmale
| Nr. | Bezeichnung      | Lage                                               | Beschreibung                             | Bild                                    |
| --- | ---------------- | -------------------------------------------------- | ---------------------------------------- | --------------------------------------- |
|     | Krinkhofer Eiche | Krinkhof, südwestlich des Ortes; Flur Ihrwies Lage | Quercus sp.; Rechtsverordnung aufgehoben | Direkt Bild zu diesem Denkmal hochladen |